# Roamaina
Roamaina, jedno od nestalih plemena američkih Indijanaca koje je u 17. stoljeću obitavalo na području današnjeg sjevernog Perua uz sjevernu obalu gornjeg Marañóna, a porijeklom su s rijeke Pastaza u Ekvadoru. Jezično se klasificiraju porodici Mainan ili Omurano. Brinton ih zajedno s plemenima Cahuapana, Chapa, Chayavita (Chayahuita), Coronado, Humurano (Omurano) i Maina vodi kao jedno od 6 plemena porodice Mainan, od kojih neki ovdje navedeni pripadaju porodici Cahuapanan. Hervas njihov istoimeni dijalekt (uz chapo, coronado, humurano i maina) vodi kao jedan od dijalekata jezika maina, a priključuje porodici Mainan i dijalekte cahuapano i paranapuro.
S jezuitskim misonarima, kao i Zapa Indijanci, dolaze u kontakt 1641., nakon čega su oba plemena pokrštena, ukupno oko 8,000. 
Roamaine su izvorno porijeklom od Kandosha ali su kao i Andoe zaparoizirani. Uzgoj manioke,  kukuruza, voća kao i chonta-palme, glavni su im izvor prihoda. Populacija im je sa Zapama iznosila izmeđi 8,000 i 10,000. 

## Vanjske poveznice
- Al Este de Los Andes